# Гаврилково (Рыбинский район)
В других районах Ярославской области ещё четыре деревни с таким названием. В Рыбинском районе есть деревни с похожими названиями Гаврилово и Гавриловское.
Гаврилково — деревня в Макаровском сельском округе Судоверфского сельского поселения Рыбинского района Ярославской области.
Деревня расположена в окружении лесов между автомобильной дороге Рыбинск—Глебово и станцией Просвет железной дороги Рыбинск—Сонково. К северо-востоку от Гаврилково находится деревня Гришкино, к которой ведёт просёлочная дорога. Через Гришкино можно выехать на Глушицы, где следуют рейсовые автобусы из Рыбинска на Глебово и Легково. Лесные пересыхающие ручьи в окрестностях деревни впадают в Фоминский ручей.
На 1 января 2007 года в деревне не числилось постоянных жителей. Почтовое отделение, расположенное в деревне Харитоново обслуживает в деревне 18 домов. Улицы не именуются.

## Известные жители
- Заикин, Геннадий Сергеевич (1941—1990) — ректор Свердловского архитектурного института.